# Clausius–Clapeyron-egyenlet

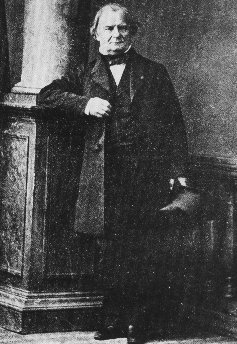
Benoît Paul Émile Clapeyron (1799–1864) francia fizikus

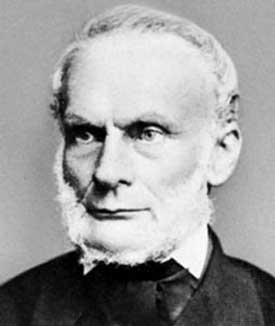
Rudolf Julius Emanuel Clausius (1822–1888) német fizikus

A Clausius–Clapeyron-egyenletet elsőként 1834-ben Benoît Paul Émile Clapeyron fogalmazta meg, majd később Rudolf Clausius termodinamikailag is értelmezte az összefüggést.
A tiszta anyagok – szilárdak és folyadékok – gőznyomása függ a hőmérséklettől. Tapasztalat szerint minden anyag gőznyomása exponenciálisan nő a hőmérséklet növelésével. A gőznyomás a kondenzált anyag és gőze közötti egyensúly kialakulására jellemző adat. Ha zárt térbe, izoterm körülmények között folyadékot vagy szilárd anyagot helyezünk, párolgás vagy szublimáció révén a gőznyomás mindaddig növekszik, amíg a fázisok között a dinamikus egyensúly nem áll be. Erre az jellemző, hogy időegység alatt az egyik fázisból a másik fázisba ugyanannyi részecske megy át, mint ellenkező irányba, vagyis a gőzképződés – a párolgás vagy a szublimáció – sebessége megegyezik a kondenzáció, lecsapódás sebességével.

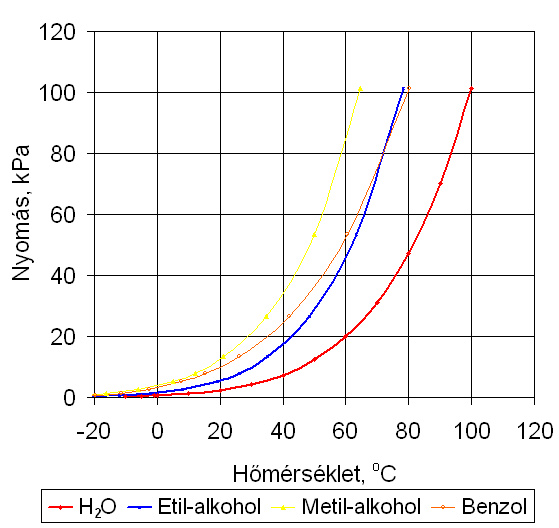
Néhány folyadék gőznyomásának hőmérsékletfüggése

Ha megváltozik a hőmérséklet – például megnő –, akkor mindkét irányú sebesség megnő, egyensúly elérésekor egyenlővé válik, de a két fázis mennyiségi aránya a gőzfázis javára változik, ami a gőznyomás növekedésében jut kifejezésre. A gőznyomás hőmérsékletfüggése a fázisátalakulást kísérő Gibbs-energia (szabadentalpia) változásából számítható ki.
A folyadék moláris Gibbs-energiája a hőmérséklettel és a nyomással az alábbi összefüggés szerint változik:
{\displaystyle \mathrm {d} G_{\mathrm {l} }=V_{\mathrm {l} }\mathrm {d} p-S_{\mathrm {l} }\mathrm {d} T\ ,}
a gőzé pedig:
{\displaystyle \mathrm {d} G_{\mathrm {g} }=V_{\mathrm {g} }\mathrm {d} p-S_{\mathrm {g} }\mathrm {d} T\ .}
A kifejezésben:
dGl a folyadék Gibbs-energia-változása, J/mol
Vl a folyadék moláris térfogata, m³/mol
Sl a folyadék moláris entrópiája, J/mol·K
dGg a gőz Gibbs-energia-változása, J/mol
Vg a gőz moláris térfogata, m³/mol
Sg a gőz moláris entrópiája, J/mol·K
Az eredeti egyensúlyban a folyadék és gőz moláris szabadentalpiája azonos és így lesz a p, T paraméterek változása miatt eltolódott új egyensúlyban is. Így a két fázis moláris Gibbs-energia-változása is egyenlő egymással:
{\displaystyle V_{\mathrm {g} }\mathrm {d} p-S_{\mathrm {g} }\mathrm {d} T=V_{\mathrm {l} }\mathrm {d} p-S_{\mathrm {l} }\mathrm {d} T\ ,}
illetve rendezés után a gőznyomás hőmérsékleti koefficiense, vagyis az eredeti Clapeyron-egyenlet:
{\displaystyle {\frac {\mathrm {d} p}{\mathrm {d} T}}={\frac {S_{\mathrm {g} }-S_{\mathrm {l} }}{V_{\mathrm {g} }-V_{\mathrm {l} }}}={\frac {\Delta _{\mathrm {v} }S}{\Delta _{\mathrm {v} }V}}\ ,}
ahol
ΔvS 1 mol folyadék elpárolgását kísérő entrópiaváltozás, J/(mol·K)
ΔvV 1 mol folyadék elpárolgását kísérő térfogatváltozás, m³/mol.
Egyensúlyban a moláris entrópiaváltozás:
{\displaystyle \Delta _{\mathrm {v} }S={\frac {\Delta _{\mathrm {v} }H}{T}}\ ,}
ahol ΔvH a moláris párolgási entalpia, J/mol,
a gőznyomás hőmérsékleti koefficiense, azaz a Clausius–Clapeyron-egyenlet pedig:
{\displaystyle {\frac {\mathrm {d} p}{\mathrm {d} T}}={\frac {\Delta _{\mathrm {v} }H}{T\Delta _{\mathrm {v} }V}}\ .}   (*)

## Az egyenlet átalakítása
A Clausius–Clapeyron-egyenlet integrálásához az alábbi egyszerűsítő feltevések bevezetésével az egyenlet átalakítható. Ha a hőmérséklet és a nyomás nem túl nagy, akkor ΔvV ≈ Vg , mert a folyadék moláris térfogata elhanyagolhatóan kicsi a gőz moláris térfogatához képest. Ha pedig ilyen nyomáson és hőmérsékleten feltételezzük a gőz ideális (vagy másként tökéletes) gázként való viselkedését, akkor
{\displaystyle \Delta _{\mathrm {v} }V={\frac {RT}{p}}\ .}
Behelyettesítve a fenti differenciálegyenletbe,
{\displaystyle {\frac {\mathrm {d} p}{\mathrm {d} T}}={\frac {p\Delta _{\mathrm {v} }H}{RT^{2}}}\ ,}
illetve, rendezve az egyenletet:
{\displaystyle {\frac {1}{p}}{\frac {\mathrm {d} p}{\mathrm {d} T}}={\frac {\Delta _{\mathrm {v} }H}{RT^{2}}}\ .}
Figyelembe véve, hogy
{\displaystyle {\frac {1}{p}}{\frac {\mathrm {d} p}{\mathrm {d} T}}={\frac {d\mathrm {ln} p}{\mathrm {d} T}}\ ,}
a Clausius–Clapeyron-egyenlet másik alakja:
{\displaystyle {\frac {d\mathrm {ln} p}{\mathrm {d} T}}={\frac {\Delta _{\mathrm {v} }H}{RT^{2}}}\ .}

## Az egyenlet alkalmazása
A Clausius–Clapeyron-egyenletet integrálni kell ahhoz, hogy számításokhoz alkalmassá tegyük. Ha nem nagy hőmérséklet-intervallumot veszünk, akkor a párolgási entalpia gyakorlatilag állandónak tekinthető és a differenciálegyenlet szétválasztás után integrálható:
{\displaystyle \ln p=-{\frac {\Delta _{\mathrm {v} }H}{RT}}+C\ ,}
ill. miután 
{\displaystyle \lg p={\frac {\ln p}{2{,}303}}\ ,}
{\displaystyle \lg p=-{\frac {\Delta _{\mathrm {v} }H}{2{,}303RT}}+C\ .}
A Clausius–Clapeyron-egyenlet integrált alakjában C az integrálási állandó, ami adott anyag esetén kísérleti adatokból meghatározható. Az egyenlet szerint a gőznyomás logaritmusa lineárisan változik a hőmérséklet reciprokával.
Ha az integrálást két határ között végezzük, akkor az alábbi kifejezést kapjuk:
{\displaystyle \lg {\frac {p_{2}}{p_{1}}}={\frac {\Delta _{\mathrm {v} }H}{2{,}303R}}\left({\frac {1}{T_{1}}}-{\frac {1}{T_{2}}}\right)={\frac {\Delta _{\mathrm {v} }H}{2{,}303R}}{\frac {T_{2}-T_{1}}{T_{1}T_{2}}}\ .}
A Clausius–Clapeyron-egyenletnek ez az alakja alkalmas arra, hogy ha a párolgási entalpiát ismerjük és egy hőmérsékleten megmérjük a gőznyomást, akkor egy másik hőmérsékletre kiszámítható a gőznyomás, gőznyomásmérési adatokból pedig meghatározható a folyadék párolgási entalpiája.
Amennyiben ismeretes a mért gőznyomás a hőmérséklet függvényében, úgy a p - T  görbét differenciálva a Clausius−Clapeyron-egyenletből meghatározható a párolgáshő a hőmérséklet függvényében:
{\displaystyle \triangle _{v}H=RT^{2}{\frac {dp}{dT}}}.
A tapasztalat szerint a {\displaystyle \triangle _{v}H} párolgáshő a folyadék kritikus pontja körül erősen változik a hőmérséklettel, ennek ellenére az lnp és 1/T közötti lineáris kapcsolat jó közelítéssel érvényes marad. Ezt a kompresszibilitási tényezők bevezetésével értelmezhetjük:
{\displaystyle Z_{l}={\frac {pV_{l}}{RT}}} és {\displaystyle Z_{g}={\frac {pV_{g}}{RT}}.}
A móltérfogatokat kifejezve és a Clausius−Clapeyron-egyenletbe beírva
{\displaystyle {\frac {1}{p}}{\frac {\mathrm {d} p}{\mathrm {d} T}}={\frac {\Delta _{\mathrm {v} }H}{\left[Z(g)-Z(l)\right]RT^{2}}}},
s amennyiben   {\displaystyle {\frac {\Delta _{\mathrm {v} }H}{\left[Z(g)-Z(l)\right]}}}  a számláló és a nevező egymást kompenzáló változása miatt állandó, úgy integrálással lnp és 1/T között valóban lineáris összefüggést kapunk:
{\displaystyle \ln {\frac {p_{2}}{p_{1}}}=-{\frac {\Delta _{\mathrm {v} }H}{\left[Z(g)-Z(l)\right]R}}\left({\frac {1}{T_{2}}}-{\frac {1}{T_{1}}}\right)}.

## További alkalmazások
A fentebbi (*) alakú Clausius–Clapeyron-egyenlet a párolgás és a szublimáció mellett az olvadás és az ún. allotrop vagy másként polimorf átalakulások leírására is alkalmas. 
Így például könnyen megérthető, miért csökken a jég olvadáspontja a nyomás növelésével. A szilárd víz olvadásakor ugyanis a moláris térfogata lecsökken, azaz {\displaystyle \Delta _{v}\mathrm {V} <0}, miközben  {\displaystyle \Delta _{v}\mathrm {H} >0}. Így a T - p görbe deriváltja
{\displaystyle {\frac {\mathrm {d} T}{\mathrm {d} p}}=\left({\frac {\Delta _{\mathrm {v} }H}{T\Delta _{\mathrm {v} }V}}\right)^{-1}<0}
értelmében negatív. 
Ezzel elvileg értelmezhető lenne a korcsolyázás, amennyiben a korcsolya éle által kifejtett nagy nyomás hatására a jég olvadáspontja 0 °C alá száll, a jég megolvad és az így keletkezett vizes jégen csúszik a korcsolya. Ez azonban elég kis effektus és nem magyarázza, hogyan tudnak átlagos súlyú emberek nagy hidegben is korcsolyázni. Ezért más tényezőket is figyelembe kell venni. 